# Half the World Is Watching Me
Half the World Is Watching Me is het tweede studioalbum van de Deense muziekgroep Mew. Het originele muziekalbum kwam uit in 2000 in een oplage van 5000 stuks. Daarna volgden meer uitgaven, waarvan de laatste in 2007 werd uitgebracht met een bonus-cd. Het originele album is opgenomen in de Sweet Silence Studio in Kopenhagen van februari tot augustus 1999.

## Musici
- Jonas Bjerre- zang, gitaar
- Silas Utke - slagwerk
- Graae Jorgenson - slagwerk
- Johan Wohlert- basgitaar
- Bo Madsen – gitaar
- Stina Nordenstam – sopraan Her Voice
- Beck Jarrett – zang op Symmetry
- Damon Tuntunjan speelt mee op King Christian
- Klaus Nielsen – synthesizer en mellotron

## Composities
Het oorspronkelijke album heeft in Ending (2:11) een "hidden track", die afgespeeld kan worden door track 1 bij 0:00 terug te spoelen. 

| Nr. | Titel                                                          | Duur |
| --- | -------------------------------------------------------------- | ---- |
| 1.  | Am I Wry? No.                                                  | 4:33 |
| 2.  | Mica                                                           | 2:58 |
| 3.  | Salive                                                         | 4:08 |
| 4.  | King Christian                                                 | 4:25 |
| 5.  | Her voice is beyond her years                                  | 4:22 |
| 6.  | 156                                                            | 4:48 |
| 7.  | Symmetry                                                       | 5:18 |
| 8.  | Comforting sounds                                              | 8:46 |
| 9.  | She came home for Christmas (alleen eerste versie)             | 4:01 |
| 10. | I should have been a Tsin-Tsi (for you) (alleen eerste versie) | 2:01 |

| Nr. | Titel                                              | Duur |
| --- | -------------------------------------------------- | ---- |
| 1.  | Half the world is watching me (demo)               | 3:05 |
| 2.  | Her voice is beyond her years (live 2001)          | 3:19 |
| 3.  | Mice (live 2001)                                   | 3:42 |
| 4.  | Wheels over me (live 2001)                         | 2:43 |
| 5.  | Wherever (live 2001)                               | 5:32 |
| 6.  | 156 (demo)                                         | 5:22 |
| 7.  | Quietly (demo)                                     | 3:29 |
| 8.  | Comforting sounds (Do I look Puerto Rican?) (demo) | 7:49 |

Van het album kwamen drie singles. Half the world, Her voice en Mica kwamen niet in de Nederlandse singlelijsten. 